# Luj XI., kralj Francuske
Luj XI. (Bourges, Berry, 3. srpnja 1423. – Château de Plessis-lez-Tours, 30. kolovoza 1483.), francuski kralj od 1461. – 1483. godine iz dinastije Valois.
Prije stupanja na vlast ovaj sin Karla VII. je u cijeloj Europi bio osramoćen zbog svojih javno izrečenih želja o što ranijoj očevoj smrti kao i njegovim protuočevim oružanim pobunama.
U trenutku stupanja na prijestolje 1461. godine kada mu otac "napokon" umire sve ono što je prije izvodio kao pobunjeni princ sada preokreće u vođenje realne politike. Najbolji primjer toga postaju njegova uhićenja svojih bivših kolega u zavjerama protiv Karla VII.
Povijest vladavine ovog kralja je povijest petnaestogodišnje borbe između njega i Karla I. velikog vojvode Burgundije. U ovoj bitci gdje se nalazila na jednoj strani gotovo cijela Francuske, a na drugoj Beneluks plus dolina rijeke Rajne do švicarske granice Francuske snage su pretrpjele nekoliko neugodnih poraza. Prvi kratkovječni mirovni sporazum između ova dva protivnika se potpisuje 1466. godine poslije poraza Francuske u bitci za Montlhéry godinu dana ranije. Taj mir se koliko toliko uspješno održava na tlu Francuske, ali financijsko-vojna intervencija Luja XI. u Engleskoj 1470. godine rezultira tamošnjom pobjedničkom protuintervencijom Burgundije iduću godinu. To novo vojno poniženje francuski kralj odbija trpjeti pa objavljuje novi rat protiv Burgundije.  
Ovaj rat kao i oni prethodni počinje porazom, ali ovaj put njegov najveći saveznik postaje njegov neprijatelj. Nediplomatski potezi Karla I. uspijevaju od 1473. godine na dalje okrenuti protiv njega veliku koaliciju Francuske, Lorenskog vojvodstva, Švicarske, samostalnih gradova Elzasa i Svetog Rimskog Carstva. U odlučujučoj bitci ovog rata 1477. godine snage Lorenskog vojvodstva ubijaju Karla I. Burgundskog. Kako je ovaj vojvoda umro bez muškog nasljednika dolazi do sklapanja međunarodnog sporazuma kojima Francuska kao svoj dio ratnog plijena dobiva Artois, Franche-Comté i burgundsku grofoviju.
Slično kao što je tada naslijedio Burgundiju zbog izumrća dinastije, isto se događa s provincijama Provensom i Anjouom godinu dana prije njegove smrti.
Luj XI. kao kralj je bio oprezan, ali u svom osobnom životu on se uvijek igrao sa srećom i dobivao. U svojoj revolucionarnoj fazi, kao dvadesetosmogodišnji prinčevski pobunjenik bez nasljednika, 1451. godine donosi odluku o ženidbi s djetetom od 8 godina. Po svojoj uobičajenoj sreći, uspio je poživjeti dovoljno dugo da dobije muško dijete prije smrti. Politički protivnici smatrali su ga spletkarom i nadjenuli mu stoga nadimak "univerzalni pauk" (na srednjovjekovnom francuskom "l'universelle aragne")
Iako neuspješan u svojim ratovima prvenstveno zahvaljujući naklonjenoj sudbini Luj XI. prepušta svome trinaestogodišnjem sinu Karlu VIII. strahovito ojačanu središnju vlast na koju u budućnosti zbog velike kraljeve domene nezadovoljni plemići više neće moći konkretno utjecati.
Sudjelovao je u nekoliko ratova: Ludom ratu, Starom züriškom ratu, Burgonjski ratovi, Ratu za kastiljsku baštinu, Katalonskom građanskom ratu. Bio je umiješan u Ratove dviju ruža i Lièške ratove.

## Poveznice
- Popis francuskih vladara

| Prethodnik:              | Kralj Francuske | Nasljednik:               |
| Karlo VII. (1429.-1461.) | Kralj Francuske | Karlo VIII. (1483.-1498.) |